# Annasz syn Annasza
Annasz syn Annasza, Annasz Młodszy (łac. Ananus filius Anani), gr. Ανανίας γιος του Ανανία lub Άνανους μπεν Άνανους, hebr. חנן בן חנן Hanan ben Hanan, zm. 68 w Jerozolimie) – arcykapłan w 62 roku.
Był synem Annasza syna Setiego, arcykapłana w latach 6-15. Urząd arcykapłański pełnili też czterej bracia Annasza: Eleazar, Jonatan, Teofil i Mattias.
Annasz został mianowany arcykapłanem w 62 roku przez Heroda Agryppę II. Zastąpił w ten sposób Józefa Kabiego.
Krótko po objęciu urzędu przez Annasza zmarł Porcjusz Festus, rzymski prokurator Judei. Annasz wykorzystał brak rzymskiego namiestnika. Jak podaje Józef Flawiusz: Annasz zwołał Sanhedryn i stawił przed sądem Jakuba, brata (tzw. brata Pańskiego) Jezusa zwanego Chrystusem, oraz kilku innych. Oskarżył ich o naruszenie Prawa i skazał na ukamienowanie (Dawne dzieje Izraela, XX,9,1).
W ten sposób Annasz złamał rzymski monopol na wykonywanie kary śmierci w Judei. Przeciwnicy arcykapłana poinformowali o tym nowego prokuratora Judei - Albinusa, który dotarł już do Aleksandrii. Namiestnik napisał ostry list do Annasza, z kolei król Herod Agryppa II pozbawił go urzędu arcykapłana (jego następcą został Jezus syn Damnajosa).
Po wybuchu powstania przeciw Rzymowi: 
Józefowi, synowi Goriona, i (byłemu) arcykapłanowi Ananosowi powierzono sprawowanie najwyższej władzy w mieście, a przede wszystkim zadanie podwyższenia jego murów. Chociaż bowiem Eleazar, syn Szymona, miał w swoim ręku łupy rzymskie i zdobył kasę Cestiusza, a ponadto znaczną część skarbu państwa, jednak lud nie chciał oddać w jego ręce steru spraw publicznych. Znano bowiem jego despotyczny charakter, a przy tym oddani mu zwolennicy zachowywali się, jakby stanowili jego straż przyboczną. Jednakże po niedługim czasie potrzeba pieniędzy i intrygi Eleazara tak lud usposobiły, że w końcu jego słuchano jako najwyższego władcę w mieście. (Józef Flawiusz, Wojna żydowska 2,20,3)
Został zamordowany przez Idumejczyków wraz z Jezusem synem Gamaliela. Zabójcy nie pozwolili pochować ich ciał, ale pozostawili je psom i ptactwu na żer, choć Żydzi tak bardzo dbali o chowanie zmarłych, że nawet zwłoki ukrzyżowanych z wyroku sądu zdejmowano przed zachodem słońca i grzebano. I nie omylę się, jeśli powiem, że śmierć Ananosa stanowiła początek upadku miasta. (tamże 4,5,2).